# William Sims Bainbridge

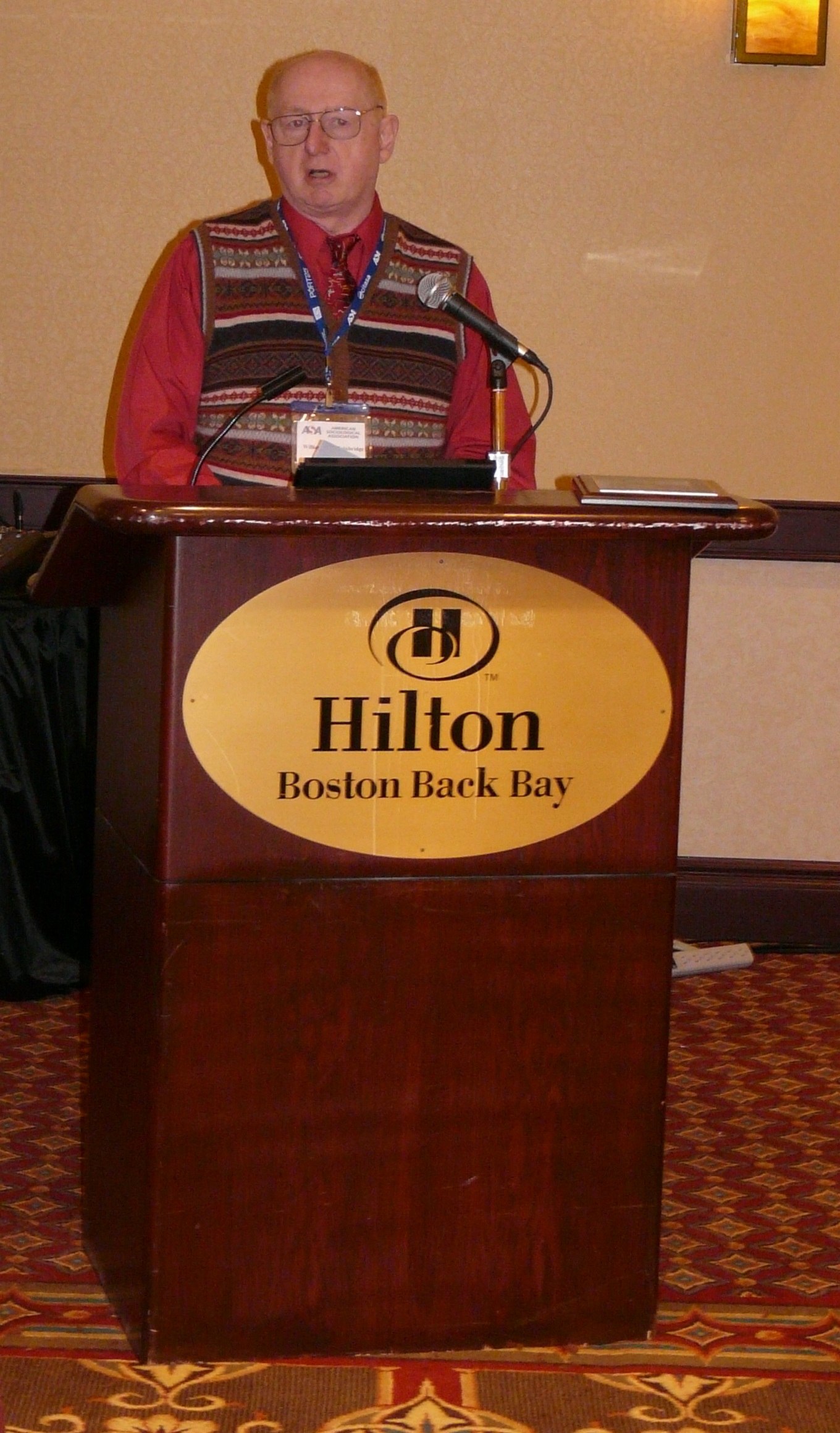
William Sims Bainbridge im August 2008

William Sims Bainbridge (* 12. Oktober 1940) ist ein US-amerikanischer Soziologe, Kommunikationswissenschaftler und Religionssoziologe. Bainbridge ist Co-Direktor der Human-Centered Computing-Abteilung der National Science Foundation (NSF) in Arlington, Virginia, sowie Assistenzprofessor (Adjunct Professor) an der George Mason University, Virginia.
Bainbridge promovierte in Soziologie an der Harvard University. Anschließend arbeitete er auf dem Gebiet der Religionssoziologie, wo er sich insbesondere mit religiösen Sekten beschäftigte. Bainbridge hat zahlreiche Bücher und wissenschaftliche Artikel über Religionssoziologie publiziert. Sein bekanntestes Buch Satan’s Power (veröffentlicht 1978) schildert die von ihm jahrelang beobachtete und infiltrierte Sekte Process Church – eine Splittergruppe von Scientology – die einen Satanskult betrieb.
Gemeinsam mit dem Soziologen Rodney Stark publizierte Bainbridge die grundlegenden Werke The Future of Religion (1985) und  A Theory of Religion (1987). Bekannt ist auch das 2002 veröffentlichte Buch The Endtime Family: Children of God, in dem sich Bainbridge mit der Sekte der Kinder Gottes auseinandersetzt.
In jüngster Zeit hat Bainbridge seinen Arbeitsschwerpunkt auf die Soziologie von Computerspielen verlegt.

## Bibliografie
- William Sims Bainbridge: Satan's Power: A Deviant Psychotherapy Cult. University of California Press, 1978, ISBN 978-0-520-03546-1, S. 336 (englisch).
- William Sims Bainbridge: The Space Flight Revolution: A Sociological Study. Krieger Pub Co, 1983, ISBN 978-0-89874-501-6, S. 294 (englisch).
- William Sims Bainbridge, Rodney Stark: The Future of Religion: Secularization, Revival and Cult Formation. University of California Press, 1986, ISBN 978-0-520-05731-9, S. 600 (englisch).
- William Sims Bainbridge: Goals in Space: American Values and the Future of Technology. State University of New York Press, 1991, ISBN 978-0-7914-0615-1, S. 286 (englisch).
- William Sims Bainbridge: Social Research Methods and Statistics: A Computer-Assisted Introduction. Wadsworth Publishing, 1992, ISBN 978-0-534-13122-7, S. 592 (englisch).
- William Sims Bainbridge: The Sociology of Religious Movements. Routledge, 1996, ISBN 978-0-415-91202-0, S. 488 (englisch).
- William Sims Bainbridge: Nanoconvergence: The Unity of Nanoscience, Biotechnology, Information Technology and Cognitive Science. Prentice Hall, 2007, ISBN 978-0-13-244643-3, S. 272 (englisch).
- William Sims Bainbridge: The Warcraft Civilization: Social Science in a Virtual World. The MIT Press, 2012, ISBN 978-0-262-51806-2, S. 256 (englisch).
- William Sims Bainbridge: eGods: Faith Versus Fantasy in Computer Gaming. Oxford University Press, 2013, ISBN 978-0-19-993581-9, S. 328 (englisch).
- William Sims Bainbridge: Personality Capture and Emulation. Springer, 2014, ISBN 978-1-4471-5603-1 (englisch).
- William Sims Bainbridge: Dynamic Secularization: Information Technology and the Tension Between Religion and Science. Springer, 2017, ISBN 978-3-319-56501-9, S. 268 (englisch).
- William Sims Bainbridge: Revival Resurrecting the Process Church of the Final Judgement. Feral House, 2017, ISBN 978-1-62731-048-2, S. 192 (englisch).